# Two’s Company
A Two’s Company című album, Cliff Richard brit énekes duettlemeze, egyben válogatásalbum is, amely 2006. november 6-án jelent meg Angliában. A megjelenés utáni héten a nyolcadik helyre került a slágerlistán (az Egyesült Királyságban), ezzel Richard 37. lemeze lett azok közül, amelyek bekerültek a Top Ten albumok közé.
Az album első dala a Move It, amelyet Brian May-jel és Brian Bennettel adott elő, az eredeti kislemez Cliff Richard és a Shadows együttes debütáló kislemeze volt 1958-ból. Ez volt az első autentikus rock and roll dal, amely Angliában született.[forrás?]
A Miss You Nights című szerzemény Richard és a G4 nevű négytagú vokál-együttes közös előadásában hangzik el.
Az All I Ask Of You című dal, amelyet Richard Sarah Brightmannel ad elő, Az Operaház Fantomja című musicalből származik.
A Fields of Gold eredetije Sting felvétele, itt Barry Gibb-bel közös előadásban hallható.
A lemez 12. duettje az 1980-ban kislemezként is megjelent Suddenly Olivia Newton-Johnnal.

## Dalok listája
| #   | Cím                     | Szövegíró                                          | Közreműködik             | Hossz |
| --- | ----------------------- | -------------------------------------------------- | ------------------------ | ----- |
| 1.  | Move It                 | Ian Samwell                                        | Brian May, Brian Bennett | 4:07  |
| 2.  | Anyone Who Had a Heart  | Bacharach, David                                   | Dionne Warwick           | 3:30  |
| 3.  | Miss You Nights         | David Townsend                                     | G4                       | 3:56  |
| 4.  | Yesterday Once More     | Bettis, Carpenter                                  | Daniel O'Donnel          | 4:05  |
| 5.  | She Means Nothing to Me | John David                                         | Phil Everly              | 3:36  |
| 6.  | All I Ask of You        | Charles Hart, Andrew Lloyd Webber, Richard Stilgoe | Sarah Brightman          | 4:10  |
| 7.  | Let There Be Love       | Grant, Rand                                        | Matt Monro               | 3:14  |
| 8.  | Throw Down a Line       | Hank Marvin                                        | Hank Marvin              | 2:49  |
| 9.  | Fields of Gold          | Sting                                              | Barry Gibb               | 3:21  |
| 10. | Up Where We Belong      | Jennings, Nitzsche, Sainte Marie                   | Anne Murray              | 4:29  |
| 11. | Slow Rivers             | Elton John, Bernie Taupin                          | Elton John               | 3:11  |
| 12. | Suddenly                | John Farrar                                        | Olivia Newton-John       | 4:01  |
| 13. | Danny Boy               | Traditional                                        | Helmut Lotti             | 3:56  |
| 14. | Reunited                | Dino Fekaris, Perren                               | Lulu                     | 4:00  |

## Helyezések
| Ország             | Helyezés   |
| ------------------ | ---------- |
| Egyesült Királyság | 8          |
| Új-Zéland          | 9[forrás?] |
| Amerika            | -          |
| Ausztrália         | -          |